# Jean-Yves Blondeau
Pour les articles homonymes, voir Blondeau.
Jean-Yves Blondeau, surnommé Rollerman, né le 1er juin 1970 à Aix-les-Bains (Savoie), est un créateur et designer français principalement connu pour avoir inventé l'armure à roulettes (ou "BUGGY ROLLIN") dans en 1994.

## Biographie
Né le 1er juin 1970 à Aix-les-Bains (Savoie) et issu d'une famille de sept enfants, Jean-Yves a toujours été immergé dans un monde créatif, s'intéressant également à la technologie, à l'art et au sport. Dès ses 11 ans il transforme son vélo cross et à 12 ans il fabrique son propre monoski.
En 1992, il intègre l’École nationale supérieure des arts appliqués et des métiers d'art (ENSAAMA) sur Paris. C'est à l'ENSAAMA en 1994 pour un projet de diplôme industriel il fut amené à réaliser une thèse sur le thème "Les systèmes qui mettent en évidence les déplacements du centre de gravité du corps humain, par rapport à ses points d’appui dans le but de la locomotion", Buggy Rollin était né.
En 2013, il intervient notamment sur le tournage du film CZ12 afin d'entraîner Jackie Chan.
En 2020, il est surnommé dans la presse nord-américaine Rollerman.

## Créations

### Buggy Rollin
Jean-Yves Bondeau est l'inventeur de l'armure à 32 roulettes, plus connue sous le nom de Buggy Rollin, qui lui donne un aspect futuriste. 
Les roulettes semblables à celles équipant les rollers en ligne sont placées aux points d'articulation principaux, ainsi que sur le torse et dans le dos, permettant ainsi au porteur de se déplacer debout, sur le ventre, sur le dos ou encore à quatre pattes. La combinaison est renforcée et le porteur est équipé d'un casque pour se protéger.

### Buggy Ski
Suivant son idée originelle avec le sport sur route, Buggy Ski place des monoskis sur l'ensemble de la combinaison utilisateur.

### Buggy Ice
Dans la même lignée, Buggy Ice utilise des lames de patins à glace fixées sur la combinaison du sportif.
Les armures ont fait leur apparition dans le spectacle « Supernova » de Holiday on Ice 2020.